# Airbus A330 MRTT
Airbus A330 MRTT (Multi-role Tanker Transport) är ett tvåmotorigt militärt lufttanknings- och transportflygplan som flyger sedan 2007. Den bygger på det civila flygplanet Airbus A330-200.

## Bakgrund
Airbus A330 MRTT tillkom som en offert från konsortiet Air Tanker Ltd för att vinna tävlingen Future Strategic Tanker Aircraft genom att konvertera nybyggda eller begagnade A330-200. Air Tanker består av:
- Rolls-Royce - tillverkar motorerna Rolls-Royce Trent 700 turbofan
- Cobham - tillhandahåller lufttankningssystemet hose and drogue system
- EADS - som bistår med flygplanet Airbus A330-200
- Thales Group - tillhandahåller bland annat flygavionik

## Uppdrag
A330 MRTT är avsett att fungera som strategiskt lufttanknings- och transportflygplan.

## Egenskaper
Den största fördelen med Airbus A330 MRTT är den stora bränslevolym som flygplanet kan bära med sig i sina vingtankar; 111 000 kg jetbränsle. Dessutom kan flygplanet bära med sig last i utrymmet under däck och last eller passagerare i huvudlastutrymmet. Om behovet uppstår kan extra bränsletankar installeras under däck. Eftersom A330 MRTT delar samma vinge som Airbus A340 finns det två extra fästpunkter under vingarna som kan användas för att till exempel fästa lufttankningsanordningar (eller annan utrustning).
Storbritanniens flygplan kommer endast att använda probe (hose) and drouge, medan Australiens flygplan även kommer att använda boom and receiver.

## Potentiella framtida användare

### Australien
Den 16 april 2004 konkurrerade A330 MRTT ut Boeing KC-767 för att ersätta det australiska flygvapnets åldrande Boeing 707 som strategiskt transportflygplan. Australien har beställt fem flygplan.

### Storbritannien
I januari 2004 deklarerade det brittiska försvarsdepartementet att man valt A330 MRTT att förse Storbritanniens flygvapen med lufttankningskapacitet under de närmaste 30 åren. Flygvapnet skulle i så fall ersätta RAF:s Vickers VC10 och Tristar.
Skälen till att Storbritannien valt A330 MRTT var flera, men uppges bland annat vara:
- Att Airbus A330-200 kan transportera 50 procent större bränslemängd än Boeing KC-767 och kan därför flyga längre sträckor, vara tillgänglig på plats längre och förse fler flygplan med bränsle.
- Stor bränslemängd i vingarna utan att behöva installera extra bränsletankar vilket frigör kabinen för att transportera passagerare och gods.
- Utrustad med modern cockpit och avionik och fly-by-wire-system.
- Att flygplanet till stor del består av kompositmaterial som har låg vikt vilket resulterar i en minskad bränslekonsumtion och bättre skydd mot korrosion.
- En europeisk lösning med ökad sysselsättning i de berörda europeiska länderna.

### USA
Det amerikanska flygvapnet (US Air Force) uppges överväga att välja mellan A330 MRTT och Boeing KC-767 för att ersätta Lockheed KC-135 och McDonnell Douglas KC-10 Extender i rollen som strategiskt lufttanknings- och transportflygplan. US Air Force skulle i så fall ha ett behov av cirka 200 flygplan. Tidigare vann Boeing den tävling som US Air Force utlyst för att ersätta sina åldrande tankningsflygplan, men denna order har frysts av det amerikanska försvarsdepartementet efter anklagelser om korruption. USA:s kongress har under första halvåret 2006 tagit bort den lag som förbjudit US Air Force att köpa flygplan från Airbus Seattlepi.com.